# Henry McMorran

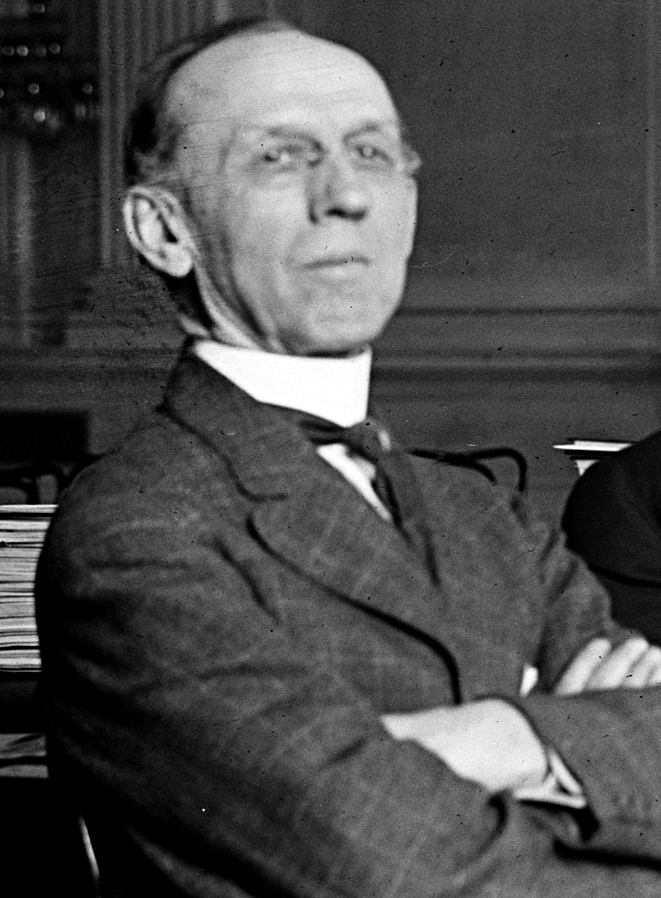
Henry McMorran (1912)

Henry Gordon McMorran (* 11. Juni 1844 in Port Huron, Michigan; † 19. Juli 1929 ebenda) war ein US-amerikanischer Politiker. Zwischen 1903 und 1913 vertrat er den Bundesstaat Michigan im US-Repräsentantenhaus.

## Werdegang
Henry McMorran besuchte die Crawford Private School und wurde ab 1865 im Großhandel tätig. Außerdem beteiligte er sich am Getreidehandel und am Mühlengeschäft. Später befasste er sich auch mit der Branche, die Aufzüge herstellte und verkaufte.
Neben seinen geschäftlichen Aktivitäten begann McMorran als Mitglied der Republikanischen Partei eine politische Laufbahn. 1867 wurde er in den Gemeinderat von Port Huron gewählt; 1875 wurde er Kämmerer dieses Ortes. Von 1878 bis 1889 war er Manager der Eisenbahngesellschaft Port Huron & Northwestern Railway. Außerdem saß er in der staatlichen Kanalkommission von Michigan. Bei den Kongresswahlen des Jahres 1902 wurde er im siebten Wahlbezirk seines Staates in das US-Repräsentantenhaus in Washington, D.C. gewählt, wo er am 4. März 1903 die Nachfolge von Edgar Weeks antrat. Nach vier Wiederwahlen konnte er bis zum 3. März 1913 fünf Legislaturperioden im Kongress absolvieren. Von 1907 bis 1911 war er Vorsitzender des Handwerksausschusses.
1912 verzichtete McMorran auf eine weitere Kandidatur für den Kongress. In den Jahren nach seinem Ausscheiden aus dem Repräsentantenhaus war er geschäftlich verschiedenen Branchen tätig. Er war Gründer und Präsident der Great Lakes Foundry Co. Henry McMorran starb am 19. Juli 1929 in seinem Heimatort Port Huron.